# Flugplatz Ukiah

i7
i11
i13
Der Flugplatz Ukiah (englisch Ukiah Municipal Airport, IATA-Code: UKI, ICAO-Code: KUKI) ist ein öffentlicher Flughafen, für allgemeine Luftfahrt, 2 km südlich von Ukiah im Mendocino County, Kalifornien in den Vereinigten Staaten.

## Flughafendaten
Er hat eine Asphaltpiste mit 1346 m Länge und 46 m Breite. Die Fläche des Flughafens beträgt 65 ha. Die Seehöhe beträgt 187 m.

## Geschichte
Die Stadt Ukiah besitzt und betreibt den Regionalflughafen Ukiah und ist seit den 1930er Jahren Eigentümer der Anlage.
Im Jahr 1950 führte Southwest Airways mit Douglas DC-3 auf der Fluglinie nach San Francisco, z. B. Crescent City – Eureka/Arcata – Fort Bragg/Mendocino – Ukiah – Santa Rosa – Vallejo/Napa – Oakland – San Francisco hier Zwischenstopps durch. Southwest Airways änderte ihren Namen in Pacific Air Lines, die hier im Jahr 1959 auf der Strecke Crescent City – Eureka/Arcata – Ukiah – Santa Rosa – San Francisco mit DC-3 oder Martin 4-0-4 ebenfalls zwischen landete.
Golden Pacific Airlines flog mit einer Beechcraft Model 99 ab 1969 von Santa Rosa und Ukiah nach San Francisco.
California Air Commuter (Cal Air) flog im Jahr 1977 von Chico, Clear Lake, Fort Bragg, Lake Tahoe – Livermore – Monterey, nach San Francisco, Sacramento und San José. Stol Air Commuter im Jahr 1978 mit Britten-Norman BN-2 Islander und Britten-Norman BN-2A Trislander von Ukiah nach Oakland und San Francisco. Stol Air Commuter benannte sich in WestAir Commuter Airlines um und stellte diese Verbindung bereits 1979 wieder ein.
Danach wurde kein Linienverkehr durchgeführt, der Flughafen dient als Verkehrsknotenpunkt für wichtige Dienstleistungen der Gemeinde, darunter eine Cal Fire Airbase, eine Calstar Air Medical Services Base und ein FedEx Ship Center.

## Flugbetrieb
Im Jahre 2022 haben 43.300 Flugbewegungen stattgefunden, davon 15.000 lokale Bewegungen, 25.000 Zwischenlandungen, 3000 Air-Taxi-Flüge und 300 militärische Flüge. 60 einmotorige und 2 zweimotorige Flugzeuge sowie 2 Hubschrauber waren 2022 hier stationiert. CalFire hat zwei Grumman S-2 (Tanker 90 und 91) und eine Rockwell OV-10 Bronco (Air Attack 110) im Einsatz.